# Каменно-Задельское (сельское поселение)
Каменно-Задельское — упразднённое муниципальное образование со статусом сельского поселения в составе Балезинского района Удмуртии.
Административный центр — село Каменное Заделье.
Законом Удмуртской Республики от 17.05.2021 № 49-РЗ к 30 мая 2021 года упразднено в связи с преобразованием муниципального района в муниципальный округ.

## Население
| 2010 | 2012 | 2013 | 2014 | 2015 | 2016 |
| ---- | ---- | ---- | ---- | ---- | ---- |
| 671  | ↘661 | ↗667 | ↘663 | ↘654 | ↗661 |
| 2017 | 2018 | 2019 | 2020 | 2021 |      |
| ↘659 | ↘642 | ↘631 | ↘617 | ↘563 |      |

## Населённые пункты
В состав поселения входят такие населённые пункты:
| населённый пункт | Население, перепись (2010) |
| ---------------- | -------------------------- |
| Битчимшур        | 38                         |
| Бозгон           | 7                          |
| Бурино           | 139                        |
| Каменное Заделье | 518                        |
| Карйыл           | 8                          |
| Речка Люк        | 94                         |
| Седъяр           | 20                         |

### Упразднённые населённые пункты
Бывшие населенные пункты: Захаренки, Карьер, Кидаси, Новый Люк, Петрошур, Рассвет, Самопомощь, Тимошино.

## Социальная инфраструктура
В поселении действуют одна школа (с ДУ в селе Каменное Заделье), одно дошкольное учреждение, библиотека, клуб, три фельдшерско-акушерских пункта. Основные предприятия: СПК «Колхоз „Путь к коммунизму“».